# SCP – Containment Breach
SCP – Containment Breach là một trò chơi kinh dị độc lập miễn phí và mã nguồn mở được phát triển bởi Joonas "Regalis" Rikkonen. Nó dựa trên những câu chuyện viễn tưởng huyền bí của trang web SCP Foundation. Trò chơi được chơi ở góc nhìn thứ nhất và nhân vật chính là đối tượng thử nghiệm trong một cơ sở chứa đựng và nghiên cứu các vật thể dị thường (SCP). Mục tiêu của trò chơi là thoát khỏi trung tâm ngăn chặn các vật thể dị thường (facility/site) dưới lòng đất, trong tình huống vi phạm các điều khoản quản thúc những vật thể đó, dẫn đến việc các vật thể đó thoát ra gây nguy hiểm cho cả thế giới hoặc cả vũ trụ. Trò chơi có một khu vực chơi được tạo một cách ngẫu nhiên. Các phòng và hành lang có sẵn được nối lại với nhau một cách ngẫu nhiên để tạo ra cơ sở cho người chơi.

## Phong cách chơi
Người chơi điều khiển một đối tượng thử nghiệm "Class-D" (hay "nhân viên cấp D" trong game, thường được tuyển từ hàng ngũ tù nhân bị kết án về các tội bạo lực, đặc biệt là tù nhân đang chờ tử hình, được phép làm việc cho Tổ chức để hoãn thi hành án và để thử nghiệm các vật thể trên), người chơi điều khiển D-9341 khi anh ta cố gắng trốn thoát khỏi cơ sở nghiên cứu của Tổ chức - lúc đó đã xuất hiện vi phạm quản thúc của các vât thể dị thường, được chỉ định là "SCP"; đồng nghĩa với việc cả cơ sở rơi vào hỗn loạn
Người chơi bị truy đuổi bởi nhiều SCP thù địch; đứng đầu là SCP-173, một bức tượng có khả năng di chuyển ở tốc độ cao khi không bị quan sát trực tiếp. Điều này gây khó khăn hơn cho người chơi khi cần chớp mắt định kì, cho phép SCP-173 tấn công nếu nó ở gần. Một số môi trường nhất định (như phòng chứa đầy khí gas) sẽ khiến người chơi chớp mắt thường xuyên hơn. Một trong những SCP khác là SCP-096, sẽ truy tìm người chơi trên bản đồ và nó sẽ trở nên điên loạn nếu người chơi nhìn vào khuôn mặt của nó hay SCP-106, một lão già có thể đi xuyên qua vật chất và bắt người chơi vào không gian bỏ túi, nơi hắn (có vẻ như) có sự kiểm soát tuyệt đối.
Một trong những tính năng chính của trò chơi là các phòng được tạo ngẫu nhiên. Tất cả các phòng trong trò chơi được chọn ngẫu nhiên từ một bộ phận hành lang, phòng và văn phòng, được nối lại với nhau để tạo ra cơ sở. Các phòng này được chia thành ba khu vực: Khu vực quản thúc hạng nặng (Heavy Containment Zone), Khu vực quản thúc hạng nhẹ (Light Containment Zone) và Khu vực lối vào (Entrance Zone). Mỗi khu vực chứa một bộ phòng và hành lang có thể được tạo ngẫu nhiên, cũng như các vật phẩm và SCP riêng của nó. Một số SCP, chẳng hạn như SCP-173 và SCP-106, có thể xuất hiện trên toàn bộ cơ sở. Các khu vực sẽ dần trở nên khó hơn; khu vực quản thúc quản thúc hạng nặng sở hữu những SCP nguy hiểm hơn khu vực quản thúc hạng nhẹ. Khu vực lối vào đánh dấu sự xuất hiện của một đội lính đặc nhiệm ưu tú Epsilon 11 "Nine Tailed-Fox" (hay còn được gọi là E-11 (E-Eleven), Nine-Tailed Fox và NTF; hoặc đơn giản hơn - chỉ là MTF hay Mobile Task Force hoặc Task Force). Họ được Tổ chức triển khai để tái quản thúc lại các SCP và/hoặc phá hủy cơ sở nghiên cứ bằng cách kích nổ đầu đạn hạt nhân nằm trong cơ sở. Những người lính đó sẽ bắn khi thấy người chơi trong tầm nhìn của họ, đi theo 1 đội hình nhất định. Mục tiêu vừa là tiêu diệt nhân viên cấp D, vừa là tái quản thúc các SCP, khiến họ trở thành một trong những kẻ thù nguy hiểm và gây khó chịu nhất gặp phải trong trò chơi.
Trên đường đi, người chơi có thể tìm thấy rất nhiều vật phẩm để hỗ trợ họ sống sót. Chúng bao gồm các công cụ như mặt nạ phòng độc, các thiết bị điện tử khác nhau từ radio đến máy định vị, pin và thẻ khóa (từ cấp 1 đến cấp 5, và còn có cấp Omni) ở nhiều cấp độ khác nhau để vận hành các cánh cửa yêu cầu chúng (thẻ cấp 1 là cấp thấp nhất còn cấp 5/Omni là cao nhất). Họ cũng có thể gặp SCP lành tính hoặc không nguy hiểm; một ví dụ là SCP-914, một cỗ máy lớn có khả năng tinh chỉnh các vật phẩm mà người chơi đưa vào đó thành các phiên bản xuống cấp hơn hoặc cao cấp hơn hay thậm chí là phá hủy nó dựa trên cách điều khiển của nó được đặt trước khi kích hoạt hay SCP-500, một viên thuốc có thể trị mọi loại bệnh và hồi máu cho người chơi.

## Cốt truyện
Người chơi vào vai nhân viên cấp D, có tên chỉ định là  "D-9341". Sau khi khám phá thêm trong game, tên thật của anh là "Benjamin Oliver Walker", một nghiên cứu cấp cao của tổ chức bị giáng cấp xuống thành nhân viên cấp D do đã nghiên cứu trái phép một hiện tượng dị thường, tạm dịch là "chuyển biến xoắn ốc". Đây là lí do tại sao người chơi có thể "save" game, cũng như "load" game nếu chơi trên chế độ "Safe" và "Euclid".
D-9341 tỉnh dậy trong buồng giam và được hộ tống bởi 2 lính gác để tiến hành thí nghiệm. Nếu từ chối ra khỏi buồng giam, hoặc có ý định trốn thoát, người chơi sẽ bị tiêu diệt ngay lập tức. Cùng với 2 nhân viên cấp D không rõ tên, D-9341 được thí nghiệm với SCP-173. Trong khoảng thời gian này, nguồn điện và hệ thống cửa của Tổ chức đã hoạt đông bất thường, khiến SCP-173 giết chết hai nhân viên cấp D khác và cả D-9341 nếu anh còn trong buồng quản thúc. SCP-173 trốn thoát khỏi khu vực quản thúc bằng đường ống thông gió, còn D-9341 rời khỏi khu vực thử nghiệm qua văn phòng bên dưới. Loa phát thanh sau đó thông báo rằng vài SCP nguy hiểm đã trốn thoát, khiến cả cơ sở nghiên cứu buộc phải bị đóng cửa. Người chơi điều khiển D-9341, né tránh các SCP như SCP-106, một người đàn ông cao tuổi có thể đi xuyên qua các vật liệu và bắt cóc anh vào "không gian bỏ túi" của hắn, hay SCP-049, một bác sĩ dịch hạch có thể chuyển đổi nạn nhân của hắn thành các "thây ma".

D-9341 sau một hồi đương đầu với nguy hiểm gặp gỡ SCP-079, một loại trí tuệ nhân tạo đã gây nên toàn bộ sự cố vi phạm quản thúc. Để vào được phòng chứa SCP-079, ta phải tắt hệ thống điều khiển cửa. Sau khi tới được khu vực quản thúc và nói chuyện, SCP-079 yêu cầu người chơi bật lại hệ thống điều khiển cửa, để nó có thể tự do điều khiển chúng. D-9341 làm theo Được biết, tiến sĩ Maynard và đặc vụ Skinner (người đã thả 106), là hai gián điệp từ phe "Hỗn Kháng" (Chaos Insurgency). Họ đã giúp SCP-079 có quyền kiểm soát toàn bộ điện năng của cơ sở. Ta có thể biết được điều này nếu người chơi đi vào văn phòng của Maynard, bằng cách lấy một tờ giấy có ghi mã code văn phòng của hắn trong "không gian bỏ túi" của SCP-106. Ta sẽ thấy 1 tờ ghi chú có ghi: "YOU MADE IT SO EASY, NICE WORK FOUNDATION" (Các người làm cho nó quá dễ, làm tốt lắm Tổ chức; ý chỉ là việc quản thúc trong cơ sở quá dễ để xâm phạm) và cả máy tính của lão ta, trong đó ghi chép lại một cuộc nói chuyện của hắn với một người không rõ danh tính. Nội dung cuộc nói chuyện như sau:
Người kia (rất có thể là Skinner): It's out (Nó đã ra ngoài, ám chỉ SCP-106)

Maynard: Proceeding... (Đang tiến hành)
Theo dự đoán, sau đó Maynard sẽ đến phòng SCP-079, cài cho nó các phần mềm tuyệt mật, quan trọng và phức tạp của cơ sở. SCP-079 có hiểu biết về lập trình tốt nhất Tổ chức, nên sớm muộn gì SCP-079 cũng có thể gây hoảng loạn mà thôi
Trong khu vực quản thúc hạng nhẹ, ta sẽ thấy một tiến sĩ được thả ra bởi 106 từ trên trần nhà, rất có thể là Maynard. Hắn đã bị bắt bởi SCP-106 và bị giam cầm cho đến chết, đó là vì sao ta thấy tờ giấy có ghi mã code bên trong "không gian bỏ túi" của SCP-106. Tính mạng của đặc vụ Skinner đến nay vẫn chưa rõ, nhưng qua 1 cuộc trò chuyện Radio, có thể Skinner đã may mắn hơn Maynard rất nhiều.
Có tất cả 4 ending trong game, và cả 4 đều rất thú vị. Có thêm 1 kết thúc thứ 5 nữa nhưng không được dùng cũng được liệt kê:
Kết thúc Cổng A:
Nếu không tái quản thúc SCP-106: khi bước ra khỏi thang máy, SCP-106 sẽ xuất hiện. Người chơi sẽ nghe thấy loa nói: "SCP-106 has breached containment at gate A. Fire the H.I.D Turret immediately. Do not let it cross the bridge." (SCP-106 đã đến Cổng A. Khai hỏa khẩu pháo H.I.D ngay lập tức. Không được để nó qua cây cầu) và khẩu pháo H.I.D sẽ bắn vào 106, khiến nó quay lại "không gian bỏ túi" vì chứng sợ ánh sáng. Sau đó nếu người chơi vào hầm bên trái đủ nhanh thì sẽ gặp ba người thuộc đơn vị "Hỗn Kháng", cho biết D-9341 "đã biết quá nhiều để họ (người của tổ chức) bắt lại". Chúng ta không biết họ bắt D-9341 đi làm gì, hay số phận của anh ta như thế nào. Trong credit là báo cáo về việc hầm nơi D-9341 trốn thoát đã sập, và đơn vị Epsillon-11 yêu cầu trợ giúp.
Nếu tái quản thúc SCP-106: khi bước ra khỏi thang máy, D-9341 sẽ bị bắt bởi nhóm Epsillon-11. Trong credit, game cho ta biết với khả năng "chuyển biến xoắn ốc" của D-9341, anh đã có thể sống sót qua tất cả các nguy hiểm không thể lường trước, và có một sự may mắn "ngoài sức tưởng tượng". Việc gán số hiệu SCP cho D-9341 đang được xem xét.
Ngoài ra, còn hai cái kết ở Cổng B.
Nếu không khóa đầu đạn hạt nhân: D-9341 trốn ra ngoài cổng B. Khi vào phòng điều khiển trên mặt đất, loa phát thanh thông báo: SCP-682(một loài thằn lằn khổng lồ, cực kỳ hung dữ và nguy hiểm) đã trốn thoát. Sau đó, Đầu đạn hạt nhân Alpha được kích hoạt, và D-9341 sẽ chết sau 90 giây. Trong credit là giọng của 1 đơn vị được điều đi tái quản thúc SCP-682, nói rằng kể cả 1 quả bom nguyên tử cũng không giết được  SCP-682..
Nếu khóa đầu đạn hạt nhân: mọi thứ sẽ như trên, nhưng Đầu đạn hạt nhân Alpha sẽ không kích nổ. Thay vào đó, D-9341 sẽ bị 3 nhân viên đặc nhiệm cơ động không giống E-11, mà là Cloud-Nine theo ý kiến của nhiều người tiêu diệt. Trong credit là báo cáo về việc phát hiện 1 nhân viên cấp D ngoài cổng B (D-9341), và có thể cơ sở nghiên cứu lúc đó đã hoạt động lại bình thường.
Ending bị lãng quên:
Khi 9341 đến được thang máy cổng B, SCP-173 sẽ làm một màn jumpscare và kết thúc người chơi một cách nhanh gọn. Ending này có thể được tìm thấy trong file game từ bản v0.6 tới nay (v1.13). Lí do ending này không được cho vào game là vì nếu set ending này là mặc định thì cổng B sẽ là khu vực mà chẳng ai chọn. Mà nếu không cho nó mặc định thì sẽ có khả năng gần như 0% 173 có thể đuổi theo người chơi đến tận đó.
Ending này vẫn có thể được thực hiện khi bấm phìm F3 (hay Fn+F3 cho các máy có phím Fn) và gõ "ending B1".

## Phát triển
Joonas Rikkonen, nhà phát triển chính của tựa game, đã chơi thử trò chơi SCP-087 của một nhà phát triển khác về một cầu thang kéo dài gần như vô tận, và đã viết tựa game SCP-087-B, một sản phẩm kinh dị hơn của SCP-087. Regalis miêu tả rằng anh viết tựa game SCP-087 này "chỉ như một tựa game vui vẻ vào cuối tuần" của một đứa trẻ sắp tốt nghiệp cấp 3. Sau khi tựa game SCP-087-B được chào đón nồng nhiệt hơn cả tưởng tượng của Regalis, anh đã cho ra mắt thêm phiên bản hoàn thiện hơn của tựa game, và cuối cùng, SCP Containment Breach. Rikkonen đã quyết định dùng engine game Blitz3D, vốn đã rất lỗi thời, để làm tựa game này vì "tôi quá lười để học một ngôn ngữ hay làm quen với một phần mềm mới". Trong khi đang xây dựng nền tảng của game, anh đã chọn SCP-173 làm nhân vật phản diện chính đơn giản chỉ vì anh thích nó và khi anh lập trình xong hệ thống chớp mắt cho tựa game thì trải nghiệm sẽ thú vị hơn.
Tựa game từ những ngày đầu đã được thiết kế để có bầu khí quyển u tối, kinh dị và dị thường vì Rikkonen nghĩ rằng việc tạo ra một tựa game kinh dị mà có thể khiến cho người chơi ám ảnh thì yếu tố môi trường phải được đặt lên hàng đầu, chứ không phải chỉ là các SCP. Trong một buổi phỏng vấn với tạp chí Edge, Rikkonen đã rất nhấn mạnh điều này khi đề cập đến các SCP như 173 và 106 luôn luôn hù dọa người chơi, đến bản đồ ngẫu nhiên khiến cho người chơi không thể biết được cái gì sẽ xuất hiện ở bên kia một chiếc cửa sắt kín mít của cơ sở và cả âm thanh quái dị được đầu tư tốt, nếu nói đến một tựa game indie.
Khi Rikkonen nghĩ rằng mình đang làm một tựa game quá dễ, anh đã thêm những cảnh jumpscare vào game, ví dụ như SCP-173 có thể xuất hiện sau một cái cửa hay SCP-106 có thể trồi lên từ sàn nhà, và chúng đã xuất hiện từ những giai đoạn phát triển sơ khai của game.
Sau phiên bản 1.0 (năm 2014) và sự thành lập của Undertow Studios dưới quyền Rikkonen, sự phát triển của trò chơi dần chậm lại vì dự án mới của Rikkonen, Balotrauma. Việc duy trì tựa game được trao đổi giữa Undertow và Third Subdivision Studios, một studio mới tham gia vào quá trình phát triển của SCP-CB. SCP-CB sẽ được đưa đến hồi kết với phiên bản 1.4 nhưng có vẻ như nó sẽ không bao giờ được ra mắt vì sự bất hòa giữa hai studio đã khiến cho Third Subdivision không còn tham gia vào quá trình phát triển game, v1.4 sẽ được làm lại trên một nền tảng khác và việc Rikkonen đang đề tựa game Balotrauma lên trên hết.